# Nukutskij rajon
Il Nukutskij rajon (in russo Нукутский район?) è un rajon dell'Oblast' di Irkutsk, nella Siberia sud orientale; il capoluogo è Novonukutskij.
Come in tutto l'oblast' il clima è continentale con inverni molto rigidi (fino -50 °C).
Le principali risorse minerarie sono il gesso ed il carbone, degni di menzione sono anche i giacimenti di sabbia, argilla, ghiaia, calcare e le riserve di legname.